# Perruche multicolore
Psephotellus varius
Espèce
Statut de conservation UICN

 LC  : Préoccupation mineure
Statut CITES
Synonymes
- Psephotus varius

La Perruche multicolore (Psephotellus varius) est une perruche du centre de l'Australie.

## Description

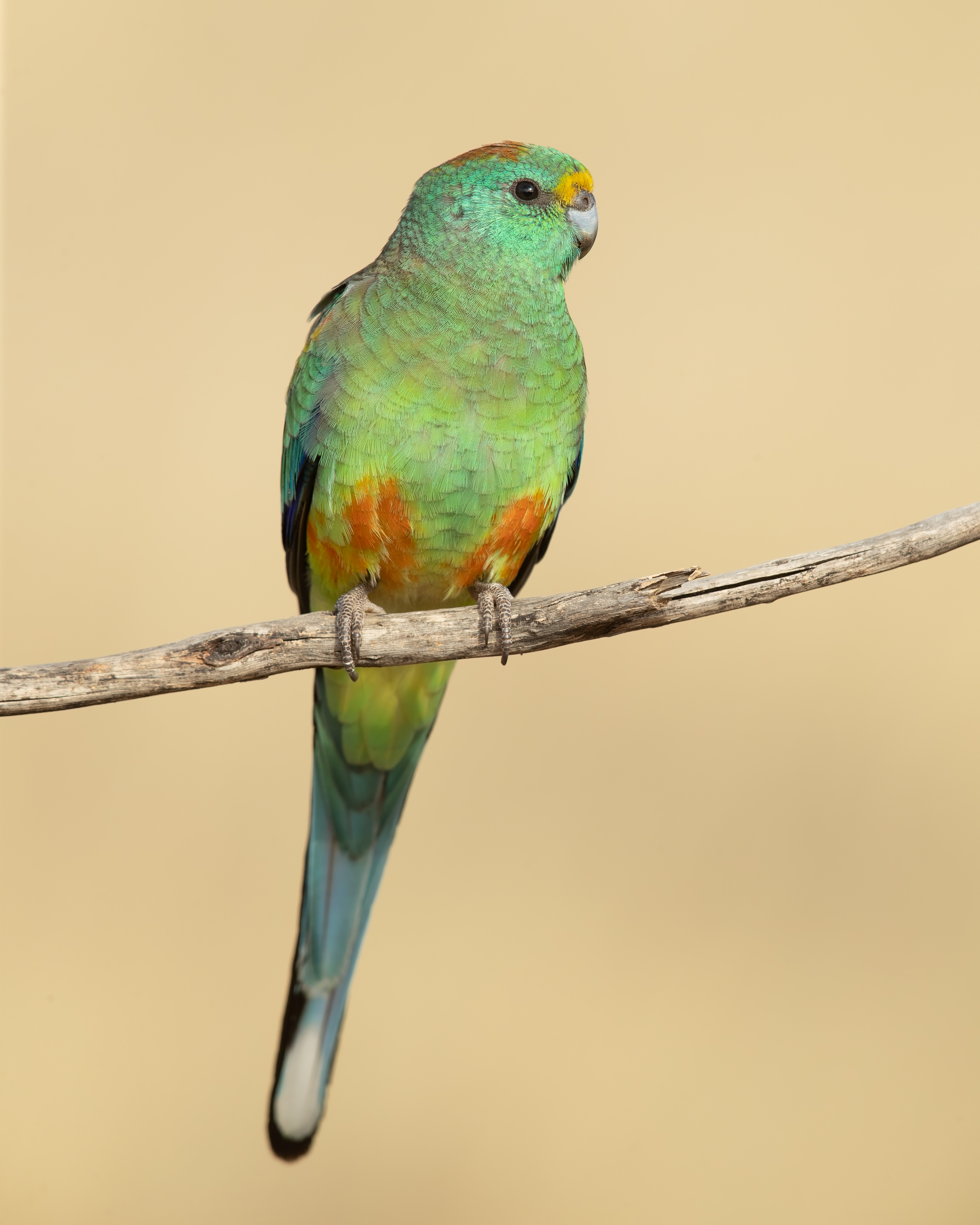
Une perruche multicolore mâle en Australie. Décembre 2019.

Elle mesure entre 27 et 28 cm de longueur. Le mâle a la tête, le cou et la poitrine verts, le front, la face inférieure de la queue et une bande de l'aile est jaune. Le dos et les ailes sont vert foncé. Il y a une tache rouge sur le sommet de la tête. Le bord des ailes est bleu. La femelle est à dominante grise.

## Répartition et habitat
Elle habite l'intérieur des terres de la moitié Sud de l'Australie.
Elle habite dans les bois des régions sèches surtout les mulgas.

## Alimentation
Elle est herbivore et se nourrit sur le sol de graines de fruits et d'herbes.

## Mode de vie
Elle vit en couples ou en petits groupes

## Reproduction
Elle niche dans les arbres d'août à décembre. Elle pond 5 œufs qu'elle couve 19 jours.